# Vyšné Repaše
Vyšné Repaše (em húngaro: Felsőrépás; alemão: Oberripsch/Oberschlauch) é um município da Eslováquia, situado no distrito de Levoča, na região de Prešov. Tem 9,96 km² de área e sua população em 2018 foi estimada em 92 habitantes.

## Demografia
| Ano:        | 1994 | 2004    | 2014   | 2024    |
| ----------- | ---- | ------- | ------ | ------- |
| Broj ljudi: | 143  | 115     | 104    | 92      |
| Razlika:    |      | -19,58% | -9,56% | -11,53% |

| Ano:               | 2023 | 2024   |
| ------------------ | ---- | ------ |
| Número de pessoas: | 90   | 92     |
| Diferença:         |      | +2,22% |